# Chihiro Yonekura
Chihiro Yonekura (米倉千尋, Yonekura Chihiro, nascida em 19 de agosto de 1972) é uma cantora e compositora japonesa de Yokohama.

## Carreira
Na universidade, Yonekura enviou várias demos para gravadoras. Conseguiu um convite para fazer a música "Arashi no Naka de Kagayaite", abertura  do anime Mobile Suit Gundam: The 08th MS Team. Acabou por também cantar o encerramento da série, "10 Years After". Seu primeiro lançamento foi o single contendo ambas as canções, que vendeu mais de 100.000 cópias. No mesmo ano, lançou mais três singles e seu primeiro álbum. Rapidamente, ganhou uma base de fãs e recebeu inúmeros convites para cantar músicas de animes.
Em 1999 lançou as canções "WILL" e "FRIENDS". Respectivamente, abertura e encerramento do anime Hōshin Engi. O single vendeu mais de cem mil cópias.
Em 2003, fez uma parceria com a cantora Masami Okui e criaram o grupo r.o.r/s, que significa Reflections of Renaissance/Sounds. Dois singles foram lançados, "Candy Lie" e "Tattoo Kiss", ambos inclusos no único álbum lançado pela dupla, dazzle. Antes mesmo do ano acabar, a dupla se desfez. Ambos os singles entraram para o Oricon Singles Chart. A música "Tattoo Kiss"  foi tema de abertura do anime Kaleido Star. Ainda no mesmo álbum, a faixa "CRY-MAX" foi o tema do programa DRIVE A GO GO, da TV Tokyo.
Em 2010, ela assinou com a gravadora Solid Vox, o que a levou a fazer turnês internacionais. Participou da Japan Expo, na França, em um show que foi transmitido ao vivo pelo Ustream. Foi também o ano em que se apresentou no Brasil pela primeira vez, na Anime Friends. Ela retornou ao evento na edição de 2013.
Em 2011, participou de um show especial com inúmeros outros cantores para levantar fundos para as vítimas do terremoto e tsunâmi de Tohoku em 2011.
Em 2013, se apresentou em Macau. Desde então, fez inúmeros shows pela Ásia, passando por Hong Kong, Xangai, Cantão, e Banguecoque.
Em 2015, foi convidada para cantar em um show especial voltado para músicas da franquia Gundam, realizado no DiverCity Tokyo Plaza, onde uma estátua em tamanho real de um mecha Gundam estava em exibição.
Em 2018, uma grande votação foi realizada para ranquear as canções feitas para a franquia Gundam. "Arashi no Naka de Kagayaite" ficou na quinta posição.
Em 2021, como parte das comemorações de seus 25 anos de carreira, lançou a coletânea 25 YEARS AFTER～All Time Best～, o álbum possui quatro CDs com seus maiores sucessos e um livreto de 48 páginas com uma conversa entre Yonekura e o produtor Yoshifumi Ushima. A obra chegou à 50ª posição no Oricon Albums Chart.
Em 2022, participou do álbum  Two-Mix Tribute Album "Crysta-Rhythm", um tributo à dupla Two-Mix. Nele, cantou a música "LAST IMPRESSION". Curiosamente, de outro anime da franquia Gundam, Gundam W Endless Waltz.
Em 2025, foi convidada pelo projeto CrosSing, onde intérpretes são convidados para fazerem covers de canções memoráveis. Ela cantou a abertura de ainda outro anime da franquia Gundam, Gundam: Suisei no Majo, chamada "SHUKUFUKU".

## Vida pessoal
Yonekura se casou em 26 de maio de 2007. O nome do marido não foi revelado.

Yonekura, costumeiramente, faz uma live todo mês de agosto, em seu aniversário, para conversar com os fãs.